# Меритократија
Меритократија је вођство, теоретски засновано на заслугама, таленту, вештини, интелигенцији и другим релевантним вештинама, пре него на наслеђу (аристократија), богатству (плутократија) или вољи већине (демократија). Појам је настао од латинске речи мерео што значи зарадити и старогрчке речи кратос снага, моћ. Меритократија наглашава једнакост шанси за све узимајући у обзир да се положај у хијерархији стиче као резултат постигнућа мереног универзалним и објективним критеријумима. Сам концепт овог појма вуче корене од кинеске династије Хан 200. пре нове ере, познат као Мандарински систем, који је наглашавао да владини званичници треба да буду високо образовани. У XVIII веку се овај концепт из Кине проширио кроз Британску Индију, где је постао доминантан фактор у британској владавини, а затим и у континенталну Европу. Меритократија је стигла и у Америку и промовисана је после убиства председника Џејмса Гарфилда 1881. године, када је уведена пракса да се посао у влади добија на основу испитивања способности, а не на основу политичких веза или по политичкој блискости.
Напредак у таквом систему заснива се на учинку, који се мери испитивањем или приказаним достигнућем. Мада је концепт меритократије постојао вековима, сам термин је 1958. сковао социолог Мајкл Данлоп Јанг у својој дистопијској политичкој и сатиричној књизи Успон меритократије.

## Дефиниције

### Ране дефиниције
Меритократију је најпознатије разматрао Платон у својој књизи Република и она је постала један од темеља политике у западном свету. „Најчешћа дефиниција меритократије концептуализује заслуге у смислу проверене компетенције и способности, и највероватније, мерено у виду IQ или стандардизованим тестовима постигнућа.“ У владиним и другим административним системима, „меритократија“ се односи на систем под којим се напредак унутар система базира на „заслугама”, као што су учинак, интелигенција, акредитиви и образовање. Они се често утврђују путем евалуација или испитивања.
У општијем смислу, меритократија се може односити на било који облик вредновања заснованог на постигнућу. Попут „утилитарног“ и „прагматичног“, реч „меритократски“ је такође развила ширу конотацију, а понекад се користи за означавање било које владе коју води „владајућа или утицајна класа образованих или способних људи“.
Ово је у супротности са оригиналном, осуђујућом употребом термина из 1958. од стране Мајкла Данлопа Јанга у његовом делу „Успон меритократије”, који је сатирисао тродеони систем образовања заснован на заслугама који се практиковао у Уједињеном Краљевству у то време. Он је тврдио да је у тродеоном систему „заслуга изједначена са интелигенцијом плус настојање, њени поседници се идентификују у раном узрасту и бирају за одговарајуће интензивно образовање, а постоји и опсесија квантификовањем, бодовањем на тестовима и квалификацијама.”
Меритократија у свом ширем смислу може бити било који општи чин просуђивања на основу различитих доказаних заслуга; таква дела се често описују у социологији и психологији.
У реторици, демонстрација нечије заслуге у погледу савладавања одређеног предмета је суштински задатак који је најдиректније повезан са аристотеловским термином Етос. Еквивалентна аристотеловска концепција меритократије је заснована на аристократским или олигархијским структурама, а не у контексту модерне државе.

### Скорије дефиниције
У Сједињеним Државама, атентат на председника Џејмса А. Гарфилда 1881. подстакао је замену америчког система плена меритократијом. Године 1883, донесен је Пендлетонов закон о реформи државне службе, који предвиђа да се државни послови требају додељивати на основу заслуга кроз такмичарске испите, а не на основу веза са политичарима или политичким опредељењима.
Најчешћи облик меритократског скрининга који се данас налази је факултетска диплома. Високо образовање је несавршен меритократски систем скрининга из различитих разлога, као што су недостатак јединствених стандарда широм света, недостатак обима (нису укључена сва занимања и процеси) и недостатак приступа (неки талентовани људи никада немају могућност учешћа због трошкова, посебно у земљама у развоју). Без обзира на то, академске дипломе служе у одређеној мери меритократској сврси скрининга у недостатку префињеније методологије. Образовање само по себи, међутим, не представља комплетан систем, јер меритократија мора аутоматски пружити моћ и ауторитет, што диплома сама по себи не постиже.
Реј Далио користи термин „идејна меритократија” за систем који промовише добре идеје, а не само зачетника.